# 2015년 톈진항 폭발 사고

톈진항의 지도.

2015년 톈진 폭발 사고(중국어: 天津港“8·12”瑞海公司危险品仓库特别重大火灾爆炸事故, 영어: 2015 Tianjin explosions)는 현지 시간 기준 2015년 8월 12일 오후 11시 36분 경에 중화인민공화국 톈진 빈하이 신구의 톈진항에서 30초 간격으로 일어난 두 차례의 컨테이너 선적소 폭발 사고이다. 이 폭발 사고의 원인은 알려지지 않았으나 초기 보고에는 산업 사고는 아닌 것 같다는 의견이 나왔다. 중화인민공화국의 국영 언론에서는 처음의 폭발 사고는 위험 물질을 전문적으로 취급하는 물류회사인 루이하이 물류회사가 소유한 공장 창고에 저장된 알 수 없는 유해물질이 담긴 컨테이너가 폭발하여 일어난 것이라고 말했다.
이 폭발 사고는 사고가 일어난 톈진의 탕구 지역 뿐 아니라 톈진 연안 지역, 허젠시, 쑤닝현, 진저우시, 가오청구에서도 폭발을 느낄 수 있었다. 현지 시각 8월 13일 오후 7시 기준 불길은 잡히지 않았으며 톈진 시 빈하이 신구와 탕구를 잇는 12개 대로와 4개 도로에 계엄령이 내려져 통행이 금지되었다.

## 원인
정확한 원인은 밝혀지지 않았으나 화학 물질 창고가 주거 지역에서 600m 떨어져 있었다. 중국에서는 주거 지역에서 1km 이내로는 화학 물질 창고를 운영하는 것을 금지하고 있지만 창고 운영자의 아버지가 전직 공안국장이라는 권력을 이용해서 창고를 운영했다.

## 폭발 사고
초기 보고서에서는 수십 킬로미터 떨어진 곳에서도 폭발을 느낄 수 있었으며 수백 명이 부상을 입었다고 발표했다. 이 폭발로 수백 미터에 달하는 불기둥이 만들어졌으며, 모멘트 규모 2.3에서 2.9의 크기로 측정되었다. 중국 지진 네트워크 센터에서는 최초 폭발을 TNT 3톤, 두번째 폭발이 TNT 21톤에 맞먹는 위력이라고 보고했다.
창고에 저장되어 있는 유해물질의 양과 종류를 모르는 관계로 소방 활동이 중단되었다.

## 사상자
중국 공영 언론에 따르면, 최소 300~400명이 병원에 입원했으며 이들 중 대다수는 화상과 폭발 부상으로 실려갔다. 현장의 수천명의 소방관들 중 11명이 사망했다. 또한, 소방관 36명이 실종되었다.
초기 보고에는 사망 44명, 부상 32명으로 보고했다. 이 사망자수는 소방관이 포함된 수치이다. 부상자에는 대한민국 국민 3명도 포함되어 있다.

## 피해
폭발 당시 근처에 있었던 건물 7개는 파괴되었으며, 근처 주차장에 있던 자동차 수천대도 파괴되었다.
톈진 국립 슈퍼컴퓨터 센터가 폭발로 인해 손상되어 건물에 있던 톈헤-1A가 작동을 멈추었다. 이후 컴퓨터는 손상을 입지 않아 연산이 재개되었다.
일본 자동차 회사인 도요타 시칭 공장과 TEDA(톈진경제기술개발구) 공장을 영업 중단하기로 결정했다.
중화인민공화국 정부는 사건을 은폐하고자 전문가 및 소셜 미디어의 여러 발표들을 검열하려고 했다. 저널리스트들은 폭발 장소 수 킬로미터 내로는 들어갈 수 없었다. 폭발에 대한 내용을 적은 포스트들은 삭제당했다. CNN 특파원은 촬영을 제지당했으며 톈진 타이다 병원 내부를 촬영하던 또 다른 기자는 생중계를 하던 도중 피해자들의 지인과 친척들에 의해 촬영을 제지당하고 중계가 중단되었다. 폭발 사고 8시간 후에도 톈진 방송국은 사고에 대한 어떤 뉴스도 전하지 않았으며 소문을 통해서만 사고 소식이 전해지고 있다.

## 같이 보기
- 2014년 가오슝시 가스 폭발 사고
- 칭쉬헤 폭발 사고
- 2010년 난징 화학공장 폭발 사고
- 웨스트 비료 공장 폭발 사고
- 텍사스시티 정유 공장 폭발 사고
- 2020년 베이루트 폭발 사고
- 이란 샤히드 라자이 항구 폭발 사고